# Tio Ellinas

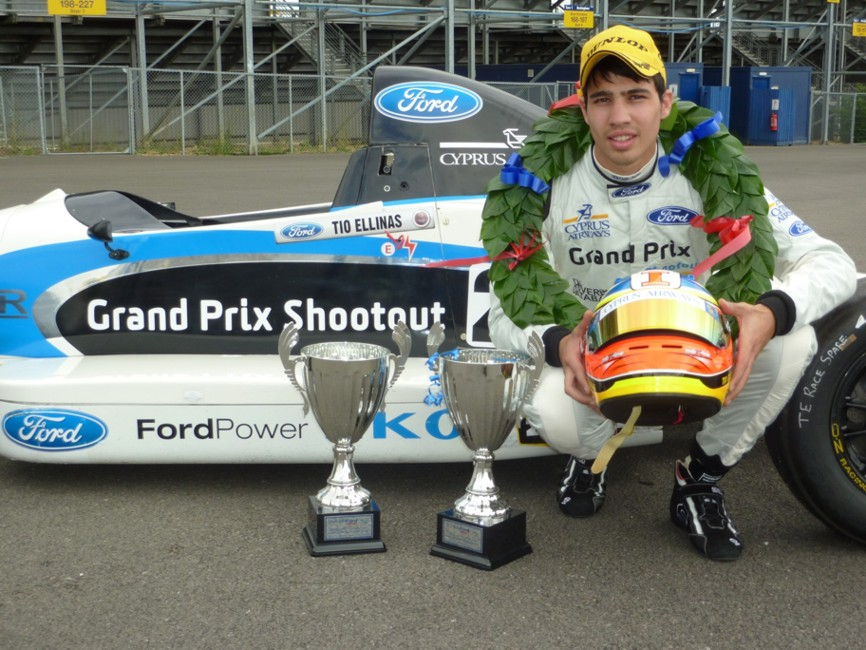
Tio Ellinas in 2010.

Eftihios "Tio" Ellinas (Larnaca, 27 januari 1992) is een Cypriotisch autocoureur.

## Carrière

### Karting
Ellinas begon zijn autosportcarrière in het karting op 7-jarige leeftijd. Hij nam deel in 131 races, waarvan hij er 101 won. Hij won de finale van de ROK Cup International in 2005 and en tien kartkampioenschappen in Cyprus.

### Grand Prix Shootout
Ellinas nam deel aan de eerste Grand Prix Shootout in Engeland in 2009, die hij won. Ook reed hij enkele sessies in een Formule BMW-wagen voor Double R Racing op het Pembrey Circuit in Wales.

### Formule Ford
Ellinas nam in 2010 deel aan de Britse Formule Ford voor het team JTR. Hij behaalde hier drie overwinningen en eindigde hiermee op een vierde plaats. Dit was de hoogste positie voor een rookie in deze klasse sinds Jenson Button het kampioenschap won in 1998.

### Formule Renault
In 2011 nam Ellinas deel aan de Britse Formule Renault voor het team Atech Reid GP. Hij won twee races en eindigde als derde in het kampioenschap met 475 punten, nadat hij zijn twee slechtste resultaten (40 punten) was kwijtgeraakt. Hiermee had hij eigenlijk 515 punten en zou als tweede zijn geëindigd, nog voor Oliver Rowland.

### GP3
In februari 2012 werd bekend dat Ellinas in de GP3 Series gaat rijden voor het team Marussia Manor Racing. In het laatste raceweekend op het Autodromo Nazionale Monza beleeft hij zijn beste weekend, met een tweede plaats in de eerste race en een overwinning in de tweede race. Mede hierdoor wist hij Daniel Abt van de titel te houden in het kampioenschap waar hij zelf als achtste eindigde.
In april 2013 werd bekend dat Ellinas in 2013 opnieuw voor Marussia Manor Racing rijdt in de GP3 Series. Hij won de eerste race op het Circuit de Catalunya en de laatste race op het Yas Marina Circuit en werd achter Daniil Kvjat, Facu Regalia en Conor Daly vierde in het kampioenschap met 116 punten.

### GP2
Nadat hij 2014 zonder zitje begon, maakte Ellinas in 2014 zijn debuut in het tweede raceweekend van de GP2 Series op het Circuit de Barcelona-Catalunya als vervanger van Jon Lancaster bij het team MP Motorsport, waar hij in de winter ook al voor testte. Na drie raceweekenden werd hij weer vervangen door Marco Sørensen, maar tijdens het raceweekend op het Sochi Autodrom werd hij door Rapax opgeroepen als vervanger van de geblesseerde Adrian Quaife-Hobbs. Uiteindelijk eindigde hij het seizoen op de 22e plaats met 7 punten.

### Formule Renault 3.5 Series
In 2015 maakt Ellinas zijn debuut in de Formule Renault 3.5 Series, waar hij samen met Gustav Malja voor het team Strakka Racing uitkomt.

### Formule 1
Aangezien Ellinas de best scorende coureur was van het GP3-team van Marussia, zal hij deelnemen voor dit team tijdens de Young Driver's Test in 2013. Hij zal hiermee de eerste Cyprioot worden die een Formule 1-auto bestuurt tijdens een door de FIA georganiseerd evenement.